# Канаш (Шемуршинский район)
Кана́ш (чув. Канаш) — посёлок в Шемуршинском районе Чувашской Республики. Входит в состав Шемуршинского сельского поселения.

## География
Находится на расстоянии примерно 23 км на юго-восток по прямой от районного центра села Шемурша.

## История
Поселок основан в XX веке переселенцами из деревни Малое Буяново. С 1931 года работал колхоз «Канаш», потом совхоз «Шемуршинский» и, позже, РО «Сельхозхимия».

## Население
Постоянное население  составляло 63 человека (чуваши 100%) в 2002 году, 67 в 2010 .